# Assentament de Castro
L'Assentament de Castro, al municipi de Suera, comarca de la Plana Baixa, és un antic i despoblat assentament de muntanya localitzat en la Serra d'Espadà, catalogat, de manera genèrica, com Bé d'Interès Cultural, segons consta en el llistat de la Sotsdirecció General de Patrimoni Cultural i Museus de la Conselleria d'Educació, Cultura i Esport de la Generalitat Valenciana. El codi d'identificació de l'immoble és 12.06.108-005.
Actualment només poden observar-se unes poques restes (camuflades per la vegetació que els cobreix gairebé íntegrament) del que va haver de ser un assentament d'origen medieval al que s'accedeix pel mateix camí que condueix al Castell de Mauç, una mica abans d'arribar a la coneguda Font de Castro, i molt proper a uns corrals-casa en ruïnes que es van utilitzar fins fa relativament poc temps, i que juntament amb la vegetació impedeixen poder contemplar les ruïnes de l'assentament.
Malgrat això es distingeixen restes de murs i cases, i sobretot poden veure's restes de ceràmica de l'època medieval.